# Casco histórico de Barajas
Casco Histórico de Barajas es un barrio integrado en el distrito de Barajas en el término municipal de Madrid y se sitúa a 11 km al noroeste de Madrid. Tiene una superficie de 60,92 hectáreas y una población de 7905 habitantes (2009). Corresponde al trazado del municipio de Barajas originario.

## Situación
Se encuentra rodeado por los barrios de Aeropuerto, Timón y Corralejos. Está delimitado al norte con la M-13, al sur con la calle Ayerbe, el Camino al cuartel de la Guardia Civil y la glorieta Ermita de la Virgen de la Soledad, al este con la M-14 (antiguo trazado de las vías del ferrocarril del Aeropuerto) y al oeste con la Avenida de Logroño (los números pares).

## Historia
El origen del barrio del centro histórico de Barajas se sitúa en la antigua villa de Barajas. De esta época conserva calles estrechas así como una plaza con soportales y pilares de piedra. Su crecimiento está asociado al aeropuerto de Barajas, al incrementarse notablemente sus residentes que trabajan en el aeropuerto.

## Transporte

### Metro
En su territorio está la estación de Barajas de la línea 8 del metro de Madrid.

### Autobuses
| Línea | Terminales                             |
| ----- | -------------------------------------- |
| 101   | Canillejas - Aeropuerto / Barajas      |
| 105   | Ciudad Lineal - Barajas                |
| 112   | Mar de Cristal - Barrio del Aeropuerto |
| 115   | Avenida de América - Barajas           |
| 151   | Canillejas - Barajas                   |
| N4    | Cibeles - Barajas                      |